# Alejandría de Morelos
Alejandría de Morelos är en ort i Mexiko.   Den ligger i kommunen Pinal de Amoles och delstaten Querétaro Arteaga, i den centrala delen av landet, 210 km norr om huvudstaden Mexico City. Alejandría de Morelos ligger 1 624 meter över havet och antalet invånare är 169.
Terrängen runt Alejandría de Morelos är bergig åt nordväst, men åt sydost är den kuperad. Runt Alejandría de Morelos är det ganska tätbefolkat, med 52 invånare per kvadratkilometer. Närmaste större samhälle är Jalpan, 12,5 km öster om Alejandría de Morelos. I omgivningarna runt Alejandría de Morelos växer i huvudsak blandskog.